# Хоршбах
Хоршбах (нем. Horschbach) — община в Германии, в земле Рейнланд-Пфальц. 
Входит в состав района Кузель. Подчиняется управлению Альтенглан.  Население составляет 268 человек (на 31 декабря 2010 года). Занимает площадь 7,05 км².